# Лыско, Роман
Роман Лыско (укр. Роман Лиско; 14 августа 1914, Городок — 14 октября 1949, Львов) — блаженный Украинской грекокатолической церкви, священник, мученик.

## Биография
Роман Лыско родился 14 августа 1914 года в местечке Городок (ныне Львовская область). Сын известного пастыря, просветителя, декана Золочевского отца Владимира Лыско, внук отца шамбеляна Михаила Цегельского. Учился во Львовской Богословской Академии. В 1938 году окончил её, женился на Неониле Гунёвской, дочери отца Матфея. После прихода в 1939 году советской власти по совету митрополита Андрея некоторое время учительствовал в селах Побоч и Колтов Олесского района. Вместе с женой охотно учил молодежь.
28 августа 1941 рукоположён в священники и назначен настоятелем села Колтов Олиевского деканата. В 1944 стал священником села Белзец Золочевского района, где пробыл до 1948 года. Отказался подписать переход в православие, за что подвергался преследованиям со стороны советской власти и был лишён права служить в церкви. С семьёй перебрался в Городок и стал тайным священником-помощником отца Малецкого, который подписал формально переход в православие, но придерживался католического обряда. Подпольно шел со Святыми Таинствами к нуждающимся, с разрешения Малецкого служил в церквях сел Дроздовичи, Братковичи по греко-католическому обряду. Часто ездил в село Мшана.
9 сентября 1949 был арестован НКВД и помещён в тюрьму на улице Лонцкого во Львове. Подвергался пыткам: по слухам, потерял рассудок и в беспамятстве пел псалмы. Скончался 14 октября 1949 года от последствий пыток. По некоторым свидетельствам, был заживо замурован.
21 октября 2012 на стене приходского дома, где родился отец Роман, мерами Казацкого Стрелецкого братства установлена мемориальная табличка.
Беатифицирован 27 июня 2001 года Римским Папой Иоанном Павлом II во время его посещения Украины.